# Liste der Kulturdenkmäler in Zella (Willingshausen)
Die folgende Liste enthält die in der Denkmaltopographie ausgewiesenen Kulturdenkmäler auf dem Gebiet des Ortsteils Zella der  Stadt Willingshausen, Schwalm-Eder-Kreis, Hessen.
Hinweis: Die Reihenfolge der Denkmäler in dieser Liste orientiert sich an der Anschrift, alternativ ist sie auch nach der Bezeichnung oder der Bauzeit sortierbar.
Kulturdenkmäler werden fortlaufend im Denkmalverzeichnis des Landes Hessen durch das Landesamt für Denkmalpflege Hessen auf Basis des Hessischen Denkmalschutzgesetzes (HDSchG) geführt. Die Schutzwürdigkeit eines Kulturdenkmals hängt nicht von der Eintragung in das Denkmalverzeichnis des Landes Hessen oder der Veröffentlichung in der Denkmaltopographie ab.

Das Vorhandensein oder Fehlen eines Objekts in dieser Liste ist keine rechtsverbindliche Auskunft darüber, ob es Kulturdenkmal ist oder nicht: Diese Liste entspricht möglicherweise nicht dem aktuellen Stand der offiziellen Denkmaltopographie. Diese ist für Hessen in den entsprechenden Bänden der Denkmaltopographie Bundesrepublik Deutschland und im Internet unter DenkXweb – Kulturdenkmäler in Hessen einsehbar. Auch diese Quellen sind, obwohl sie durch das Landesamt für Denkmalpflege Hessen aktualisiert werden, nicht immer aktuell, da es im Denkmalbestand immer wieder Änderungen gibt.
Eine verbindliche Auskunft erteilt allein das Landesamt für Denkmalpflege Hessen.
Nutze diese Kartenansicht, um Koordinaten in der Liste zu setzen. In dieser Kartenansicht sind Kulturdenkmale ohne Koordinaten mit einem roten bzw. orangen Marker dargestellt und können in der Karte gesetzt werden. Kulturdenkmale ohne Bild sind mit einem blauen bzw. roten Marker gekennzeichnet, Kulturdenkmale mit Bild mit einem grünen bzw. orangen Marker.
| Bild                     | Bezeichnung                                  | Lage                     | Beschreibung | Bauzeit | Daten |
| ------------------------ | -------------------------------------------- | ------------------------ | --- | ------- | ----- |
| Bild gesucht BW          | Gesamtanlage Zella                           | Lage                     | |         |       |
| Bild gesucht BW          | Wohnhaus                                     | An der Kirche 1 Lage     | |         |       |
| Evangelische Pfarrkirche | Evangelische Pfarrkirche                     | An der Kirche 2 Lage     | Rechteckbau mit Haubendachreiter 1698 und 1805-1806 erneuert. Die Kanzel befindet sich hinter dem Altar. Vor der Kirche befinden sich historische Grabsteine in der Art eines Altaraufsatzes, 1801. 1974 grundlegende Sanierung der Kirche. |         |       |
| Bild gesucht BW          | Wohnhaus einer Hofanlage                     | An der Kirche 3 Lage     | |         |       |
| Bild gesucht BW          | Ernhaus                                      | An der Kirche 5 Lage     | |         |       |
| Bild gesucht BW          | Erntennenhaus                                | Bornleidstraße 1 Lage    | |         |       |
| Bild gesucht BW          | Ernhaus Bornleidstraße 2                     | Bornleidstraße 2 Lage    | |         |       |
| Bild gesucht BW          | Fachwerkhaus Eckweg 1                        | Eckweg 1 Lage            | |         |       |
| Bild gesucht BW          | Fachwerkhaus Eckweg 2                        | Eckweg 2 Lage            | |         |       |
| Bild gesucht BW          | Wohnhaus Gassengärten 1                      | Gassengärten 1 Lage      | |         |       |
| Bild gesucht BW          | Altenteiler Kurhessenstraße 1                | Kurhessenstraße 1 Lage   | |         |       |
| Bild gesucht BW          | Haupthaus einer Hofanlage Kurhessenstraße 2  | Kurhessenstraße 2 Lage   | |         |       |
| Bild gesucht BW          | Wohnwirtschaftsgebäude Kurhessenstraße 5     | Kurhessenstraße 5 Lage   | |         |       |
| Bild gesucht BW          | Hofanlage Kurhessenstraße 7                  | Kurhessenstraße 7 Lage   | |         |       |
| Bild gesucht BW          | Hofreite Kurhessenstraße 9                   | Kurhessenstraße 9 Lage   | |         |       |
| Bild gesucht BW          | Ernhaus Kurhessenstraße 10                   | Kurhessenstraße 10 Lage  | |         |       |
| Bild gesucht BW          | Wohnhaus Kurhessenstraße 13                  | Kurhessenstraße 13 Lage  | |         |       |
| Bild gesucht BW          | Haupthaus einer Hofanlage Kurhessenstraße 15 | Kurhessenstraße 15 Lage  | |         |       |
| Bild gesucht BW          | Fachwerkhaus Kurhessenstraße 16              | Kurhessenstraße 16 Lage  | |         |       |
| Bild gesucht BW          | Fachwerkhaus Kurhessenstraße 18              | Kurhessenstraße 18 Lage  | |         |       |
| Bild gesucht BW          | Kriegerdenkmal                               | Kurhessenstraße 19 Lage  | |         |       |
| Bild gesucht BW          | Wohnhaus einer Hofanlage Kurhessenstraße 20  | Kurhessenstraße 20 Lage  | |         |       |
| Bild gesucht BW          | Hofanlage Kurhessenstraße 22                 | Kurhessenstraße 22 Lage  | |         |       |
| Bild gesucht BW          | Gebäudegruppe Mühlenweg 1                    | Mühlenweg 1 Lage         | |         |       |
| Bild gesucht BW          | Kornspeicher Mühlenweg 2                     | Mühlenweg 2 Lage         | |         |       |
| Bild gesucht BW          | Durchfahrtscheune Mühlenweg 4                | Mühlenweg 4 Lage         | |         |       |
| Bild gesucht BW          | Fachwerkhaus Mühlenweg 7                     | Mühlenweg 7 Lage         | |         |       |
| Bild gesucht BW          | Backhaus                                     | Mühlenweg 9 Lage         | |         |       |
| Bild gesucht BW          | Wohnhaus Rasengasse 2                        | Rasengasse 2 Lage        | |         |       |
| Bild gesucht BW          | Ernhaus Rasengasse 6                         | Rasengasse 6 Lage        | |         |       |
| Bild gesucht BW          | Gebäudezeile Rasengasse 9                    | Rasengasse 9 Lage        | |         |       |
| Bild gesucht BW          | Ernhaus Rasengasse 13                        | Rasengasse 13 Lage       | |         |       |
| Bild gesucht BW          | Hofanlage Valershausen 1                     | Valershausen 1 Lage      | |         |       |
| Bild gesucht BW          | Hofanlage Vor der Brücke 1                   | Vor der Brücke 1 Lage    | |         |       |
| Bild gesucht BW          | Hofanlage Vor der Brücke 2                   | Vor der Brücke 2 Lage    | |         |       |
| Bild gesucht BW          | Erntennenhaus Zum Kühlen Grund 1             | Zum Kühlen Grund 1 Lage  | |         |       |
| Bild gesucht BW          | Hof Zum Kühlen Grund 2                       | Zum Kühlen Grund 2 Lage  | |         |       |
| Bild gesucht BW          | Wirtshaus Zum Kühlen Grund 3                 | Zum Kühlen Grund 3 Lage  | |         |       |
| Bild gesucht BW          | Ernhaus Zum Kühlen Grund 10                  | Zum Kühlen Grund 10 Lage | |         |       |